# Эресунн
Э́ресунн, или Зунд (дат. Øresund, швед. Öresund), — пролив между островами Зеландия и Амагер (Дания) и Скандинавским полуостровом (Швеция). В числе прочих Датских проливов соединяет Балтийское и Северное моря.

## География и гидрография
Эресунн соединяет Балтийское море на юге и пролив Каттегат на северо-западе. Длина пролива, измеряемая от мыса Куллен на севере до Фальстербу на юге (оба на шведском берегу), составляет 70 миль (110 км). В энциклопедических источниках встречаются оценки от 102 до 118 км. Узкий отрезок пролива, на севере в ширину достигающий менее 5 км между городами Хельсингборг (Швеция) и Хельсингёр (Дания), а на юге 14 км между Копенгагеном (Дания) и Мальмё (Швеция), в длину составляет 33 мили (53 км). Наибольшая ширина — 49 км.
В проливе находятся шведский остров Вен и датские острова Сальтхольм и Пеберхольм, последний из которых был искусственно насыпан при создании Эресуннского моста.
Минимальная глубина Эресунна — 7 м, на фарватере — 8. Глубины в широкой юго-западной части пролива от линии Фальстербу—Сальтхольм на север до Кёге и Дрогдена составляют от 10 до 20 м. Этот участок отделён от глубокой, но узкой центральной части пролива прерывистой цепью островов и отмелей, тянущейся между Копенгагеном и Мальмё вокруг Эресуннского моста и прорезаемой несколькими узкими каналами большей глубины. От северного входа в пролив между Кулленом и Гиллелее на датской стороне его ширина воронкообразно сужается в сторону линии Хельсинборг-Хельсингёр, но глубина около 20 м сохраняется от острова Вен в восточном направлении вплоть до Барсебека. Хотя Эресунн представляет собой кратчайший путь из Балтийского моря в Атлантический океан, малые глубины на линии Амагер-Сальтхольм-Лимхамн представляют собой серьёзной препятствие как для водообмена, так и для навигации. После Второй мировой войны, когда водоизмещение грузовых судов стало возрастать, значительная часть перевозок была переориентирована из Эресунна в Большой Бельт. Для тех большегрузных судов, маршрут которых проходит через Эресунн, разработана специальная система регуляции движения, в том числе предусматривающая, что остров Вен должен оставаться по левому борту.

## История
Формирование пролива Эресунн датируется периодом между 18 и 16 тысячами лет назад. Его образование связано с общим повышением уровня Мирового океана в раннем голоцене и таянием ледников в регионе. Последний процесс, около 17 тысяч лет назад, сопровождался образованием большого объёма талых вод, устремившихся на север, образуя каналы и глубокие промоины. Поднимающиеся морские воды затопили полосу суши, отделяющую океан от этого ледникового озера, и по образовавшемуся проливу устремились представители арктических морских видов, в том числе сайка и кольчатая нерпа, кости которых находят в отложениях, сформировавшихся 16—17,6 тысяч лет назад. В среднем голоцене воды океана стояли на 4—5 м выше, чем сейчас, и многие низменные местности вокруг Эресунна превратились во фьорды, но к позднему голоцену вода снова частично отступила. В период между 16,3 и 11,8 тысяч лет назад Эресунн играл важную роль как канал стока вод ледникового Балтийского озера, и к северу от него в этот период образовалась широкая дельта.
У шведского побережья Эресунна на глубинах от 20 до 6 метров обнаружены остатки поселений среднего мезолита (около 7000 лет назад), которые, по всей видимости, в основном возникали вокруг устья реки, протекавшей вдоль фарватера современного пролива. Поскольку Эресунн представляет собой основной маршрут миграций атлантической сельди от района нагула в Каттегате к нерестилищам в Западной Балтике, возможно, что именно рыбная ловля была основным средством существования первых человеческих поселений в этом районе. В Средние века историк Саксон Грамматик особо отмечал богатство этих мест рыбой, передавая изустные свидетельства о ловле сельди голыми руками.
В 1429 году король Дании Эрик ввёл пошлину, взимаемую с торговых судов, проходящих через узости Эресунна; первоначально она составляла 1 золотой нобль, а позже от 1 до 2 процентов стоимости груза. Эта пошлина взималась четыре века, до 1857 года, представляя собой ключевой источник дохода государства. Важное значение для экономики, особенно в Средние века, имел также развитый рыболовный промысел, в котором главную роль играла атлантическая сельдь. В 1443 году датские короли перевели свою резиденцию из Роскилле на берега Эресунна, в Копенгаген, уже в это время представлявший собой стремительно развивающийся центр ремёсел и торговли. 
Контроль Дании над выходом из Балтийского моря в Северное неоднократно становился поводом для войн. Так, ганзейский флот несколько раз атаковал Хельсингё в течение XVI века, а в XVII веке за Эресунн, вместе со Сканией, с Данией постоянно воевала Швеция. Активное участие в этих войнах, то с одной, то с другой стороны, принимали Нидерланды, чьи коммерческие интересы непосредственно затрагивала возможность беспрепятственной морской торговли со странами Балтики. До 1660 года Эресунн представлял собой внутренние датские воды, однако после 1660 года по нему проходит морская граница между Данией и Швецией, что сделало пролив местом нескольких морских сражений и конфликтов между этими державами. В настоящее время Эресунн преимущественно представляет собой международные воды, за исключением глубоких каналов Дрогден и Холлендердюбет, являющихся территориальными водами Дании. Согласно датско-шведскому соглашению 1979 года, воды вокруг южного и северного входов в пролив также являются международными.
В 2000 году был открыт соединяющий Данию и Швецию Эресуннский мост. Пролив остаётся местом рыболовецкого промысла местного значения, в качестве основного компонента которого атлантическую сельдь сменила атлантическая треска. Помимо этих видов, объектами добычи являются также речная камбала, европейский сарган и пинагор.